# フリークビート
フリークビート（Freakbeat）は、1960年代半ばから後半のスウィンギング・ロンドン時代に、主にハードドライブのイギリスのグループ (多くの場合モッズをフォローしているグループ) によって開発されたロックのサブジャンルである。
このジャンルは、ブリティッシュ・インベイジョン、R&B、ブリティッシュビート、サイケデリック・ロックの橋渡しをしている。

## 語源
「フリークビート」という言葉はイギリスの音楽ジャーナリストPhil Smeeによるものである。  AllMusicは、「フリークビート」の定義は大まかに定義されていると書いているが、一般的には、クリエーション、プリティ・シングス、デニー・レイン(初期のソロ作品) など、ブリティッシュ・インヴェイジョン時代のよりあいまいでエッジの効いたアーティストを表している。 

## コンピレーション
ライノ・レコードの2001年のボックス・セット・コンピレーション『ナゲッツII:オリジナル・アーティファクツ・フロム・ザ・ブリティッシュ・エンパイア・アンド・ビヨンド、1964-1969』で収集された素材の多くは、フリークビートに分類できる。 
イングリッシュ・フリークビートシリーズは、1980年代後半にAIP Recordsから発行された5枚のコンピレーション・アルバムのグループ。LPには、1960年代半ばにR&B、モッズ、ビートジャンルの英国のロックバンドによってリリースされたレコーディングが含まれていた。このシリーズは、英語の音楽に専念したペブルズシリーズで唯一のアルバムである『The Roots of Mod』というサブタイトルが付いたPebbles の Volume 6 LP のフォローアップとして機能した。1990年代に英語のフリークビートシリーズがCDとして再発行されたとき、ペブルズ、ボリューム6のLPは英語のフリークビート、ボリューム6CDに採用された。